# 張若仲
張若仲（？—17世紀），字聲玉，号次巒，福建漳州府漳浦縣丹山人，明朝、南明政治人物。

## 生平
崇禎九年（1636年）中式丙子科福建鄉試第七名舉人，崇禎十三年（1640年）中進士，授益府長史，以禮對待宗室，向益王朱慈𤆃建議追崇寬大、切勿嚴峻，不獲接納，他以辭官爭諫使益王動容；不久因為母親患病請求乞退休歸鄉，母親死後於墳墓搭建小屋守衛，聽到狐兔嚎叫總會流淚。隆武帝起用張若仲為江西布政使司參議，福京失守後跟隨兄長在丹山居住五十年，務農自足，穿著起居猶如野人，並拒絕清朝將領拜見。年八十四，以壽終，鄉人稱若仲兄弟為丹山二先生而不名，與兄若化同祀鄉賢祠。。

## 家族
兄張若化。